# Yoshihiro Hamaguchi
Yoshihiro Hamaguchi (japonès: 浜口喜博)  (Takamatsu, 23 de juny de 1926 - Tòquio, 10 d'agost de 2011) fou un nedador japonès, especialista en estil lliure, que va competir durant la dècada de 1950.
El 1952 va prendre part en els Jocs Olímpics d'Estiu de Hèlsinki, on va disputar dues proves del programa de natació. Formant equip amb Hiroshi Suzuki, Toru Goto i Teijiro Tanikawa guanyà la medalla de plata en els 4x200 metres lliures, mentre en els 100 metres lliures quedà eliminat en semifinals.
Un cop retirat de la natació va debutar com a actor el 1955 en la pel·lícula Buruuba, la versió japonesa de Tarzan. També va aparèixer al programa de televisió Shōnen Jet, un programa de detectius realitzat per Kadokawa Pictures.